# الیزابت‌تاون (کنتاکی)
الیزابت‌تاون (به انگلیسی: Elizabethtown) شهری در ایالت کنتاکی کشور ایالات متحده آمریکا است که جمعیت آن در سرشماری سال ۲۰۱۰ میلادی، ۲۸٬۵۳۱ نفر بوده‌است.